# Sidenstare
Sidenstare (Spodiopsar sericeus) är en tätting i familjen starar som är endemisk för Kina.

## Utseende och läte
Sidenstaren är en medelstor (21-24 cm) stare med något förlänga fjädrar på panna, hjässa och nacke. Hanen är gråaktig med vitt huvud och mörkspetsad röd näbb. Vingarna är svarta med en vit fläck och ben och fötter gulorange. Sången beskrivs som melodiös, medan det från flockar hörs ett starlikt tjatter.

## Utbredning och systematik
Sidenstaren är endemisk för sydöstra Kina där den påträffas från östra Sichuan och vidare österut söder om Yangtzefloden till Shanghai, söderut till Hainan och Guangdong. Vintertid förekommer den även i norra Vietnam i östra Tonkin samt på Taiwan. Den observeras dessutom allt oftare i Korea eller Japan som förbiflyttare eller övervintrare och har även setts i Filippinerna. Arten behandlas som monotypisk, det vill säga att den inte delas in i några underarter.

### Släktestillhörighet
Tidigare placerades arterna i släktet Sturnus, men flera genetiska studier visar att det är starkt parafyletiskt, där de flesta arterna är närmare släkt med majnorna i Acridotheres än med den europeiska staren (Sturnus vulgaris). Alla arter utom staren och dess nära släkting svartstaren har därför lyfts ut till andra släkten, sidenstaren tillsammans med gråstaren till Spodiopsar.

## Levnadssätt
Sidenstaren förekommer i öppna områden med spridda träd men även jordbruksbygd i låglänta områden eller kuperad terräng. Den födosöker bland träd och på marken på jakt efter insekter och frukt, men ses inte bland boskap som många andra stararter. Boet placeras i ett trädhål eller i en vägg eller tak på ett hus. Äggen är ofläckat blågröna.

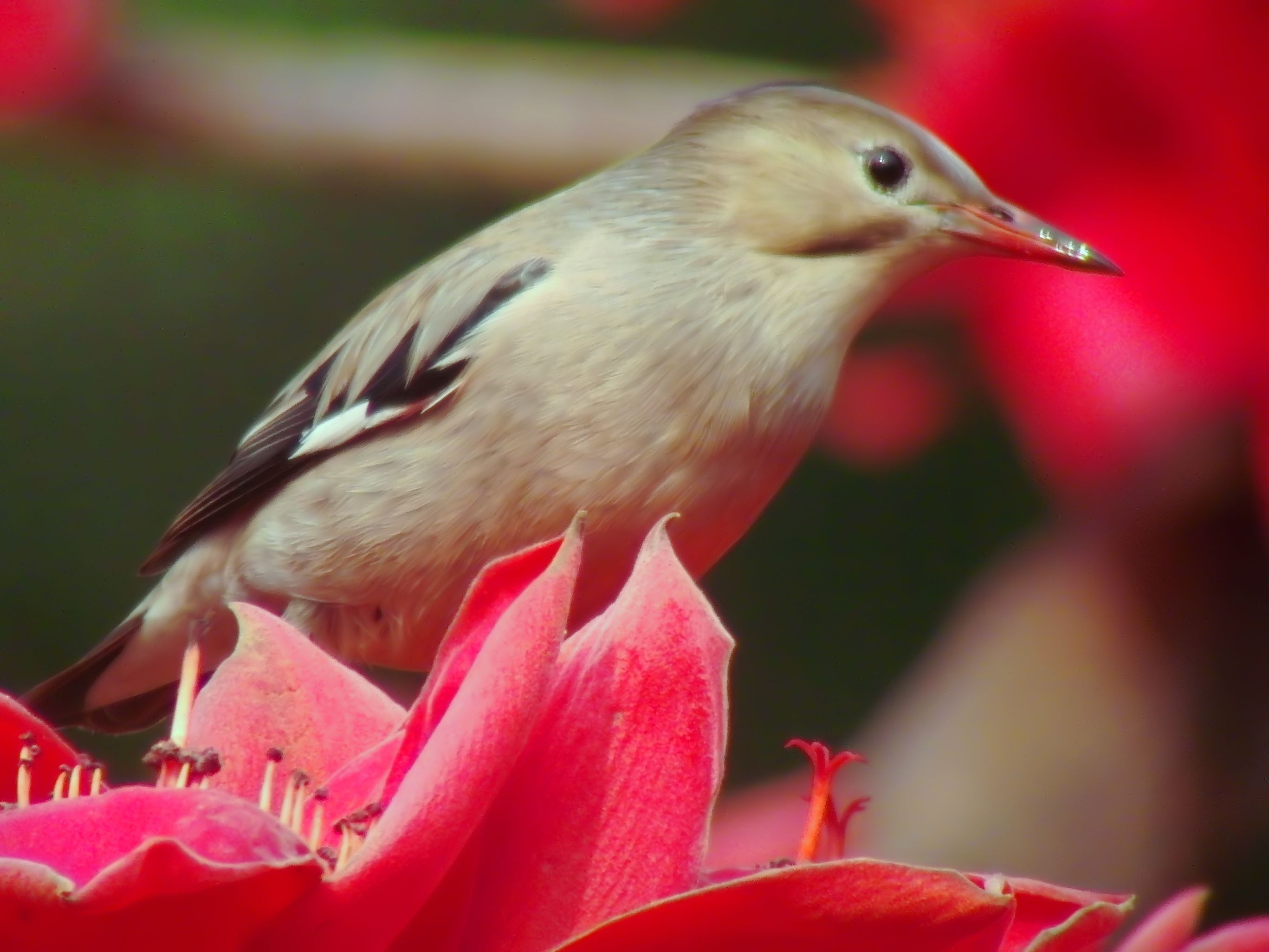

## Status och hot
Arten har ett stort utbredningsområde och en stor population med stabil utveckling och tros inte vara utsatt för något substantiellt hot. Utifrån dessa kriterier kategoriserar internationella naturvårdsunionen IUCN arten som livskraftig (LC). Världspopulationen har inte uppskattats men den beskrivs som inte ovanlig.